# 中央军委后勤保障部综合计划局
中央军委后勤保障部综合计划局，位于北京市，是中央军事委员会后勤保障部下属局，负责该部综合业务。

## 沿革
在深化国防和军队改革中，2016年1月中国人民解放军总后勤部撤销，组建中央军事委员会后勤保障部。中央军委后勤保障部新设中央军委后勤保障部综合计划局。2016年7月报道称，原中国人民解放军总后勤部司令部信息化局局长张成名已调任中央军委后勤保障部综合计划局副局长。

## 历任局长
| 局长 - 暂无资料 | 副局长 - 张成名 大校（2016年—） - 赵海飞 大校 |